# Armadillosuchus
Armadillosuchus arrudai
Genre
Espèces de rang inférieur
- † Armadillosuchus arrudai Marinho et Carvalho[1], 2009

Armadillosuchus est un genre éteint de crocodyliformes, un clade qui comprend les crocodiliens modernes et leurs plus proches parents fossiles. Il est rattaché à la famille des Sphagesauridae au sein du clade des Ziphosuchia du sous-ordre des Notosuchia (ou notosuchiens en français). Il a vécu à la fin du Crétacé supérieur au Brésil.
Une seule espèce est rattachée au genre : Armadillosuchus arrudai, décrite en 2009 par les paléontologues brésiliens Thiago S. Marinho et Ismar de Souza Carvalho.

## Étymologie

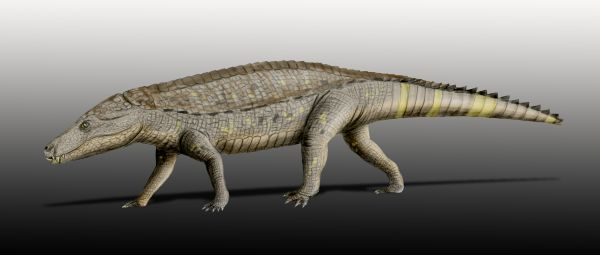
reconstitution d'un Armadillosuchus selon Nobu Tamura en octobre 2010

Le nom de genre Armadillosuchus est composé du mot de l'espagnol armadillo, « tatou » qui fait référence à la carapace de l'animal qui ressemble à celle des tatous actuels, et au mot du grec ancien Soũkhos, « crocodile » pour donner « crocodile-tatou ».
Le nom spécifique honore João Tadeu Arruda, à l'origine de nombreuses et importantes découvertes de fossiles dans le comté de General Salgado dans l'État de São Paulo.

## Découverte et datation
L'holotype, référencé UFRJ DG 303-R, est conservé à l'université fédérale de Rio de Janeiro à Rio de Janeiro. Il a été découvert dans l'État de São Paulo dans le sud du Brésil. Il est composé d'un crâne presque complet, des vertèbres et des côtes cervicales complètes, vertèbres et côtes dorsales, omoplates, d'une partie de l'os coracoïde gauche, de l'humérus, du radius, de l'ulna et de la main du côté gauche. Il montre aussi un bouclier cervical complet constitués d'ostéodermes soudés et sept rangées d'ostéodermes imbriqués.
Un paratype représenté par un crâne fragmentaire a également été décrit.
Les restes de l'animal proviennent de la formation géologique d'Adamantina du Crétacé supérieur dont l'âge plus précis est discuté entre le Turonien et le Maastrichtien. Selon Judd A. Case en 2017, la formation daterait du Maastrichtien (au sommet du Crétacé supérieur), soit il y a environ entre 72,2 et 66,0 millions d'années. Cette formation a livré plusieurs espèces de Crocodyliformes dont plusieurs Sphagesauridae.

## Description
C'est un Crocodyliformes terrestre d'assez grande taille, avec une longueur d'environ 2 mètres pour une masse de l'ordre de 120 kg. Il montre certaines caractéristiques morphologiques ressemblant à celles des mammifères, telles une occlusion dentaire unilatérale alternée, suggérant la possibilité de mouvements de la mâchoire à la fois latéraux et d'avant en arrière, et surtout la présence d'une armure lourde, constituée d'un bouclier rigide d'ostéodermes soudés et de bandes mobiles comme chez les tatous actuels (Xenarthra, Dasypodidae). Cette morphologique inhabituelle contraste avec la double rangée d'ostéodermes observée chez les plus proches parents d'A. arrudai.
Le prémaxillaire (mâchoire supérieure) porte, tout à fait à l'avant, deux dents en forme de crocs.

## Paléobiologie
Comme les tatous actuels, il menait une vie uniquement terrestre et était peut-être un animal fouisseur, des différences remarquables avec les crocodiliens modernes.

## Classification
Armadillosuchus est classé comme un Notosuchia de la famille des Sphagesauridae. Il y est placé en groupe frère du genre Caryonosuchus par Diego Pol et ses collègues en 2014.